# John Mayall & the Bluesbreakers
John Mayall & the Bluesbreakers er en britisk blues-gruppe, ledet af 
John Mayall. John Mayall & the Bluesbreakers blev dannet i starten af 1960'erne og fik stor indflydelse på den britiske blues rock, bl.a. i kraft af, at gruppen blandt sine skiftende medlemmer talte en lang række musikere der senere kom til at præge britisk musik:
- Eric Clapton og Jack Bruce (begge senere medlemmer af Cream),
- Peter Green, John McVie og Mick Fleetwood (senere medlemmer af Fleetwood Mac),
- Mick Taylor (senere medlem af The Rolling Stones),
- Don Harris, Harvey Mandel, Larry Taylor, Aynsley Dunbar, Dick Heckstall-Smith, Andy Fraser, Johnny Almond og Jon Mark.

John Mayall & the Bluesbreakers kom derved til at fungere som en slags skole for britisk blues rock og rock

## Historie
The Bluesbreakers blev dannet i de tidlige 60'ere med en stadig skiftende besætning. Eric Clapton blev medlem af gruppen i 1965 blot et par måneder før udgivelsen af gruppens første album. Clapton havde kort inden forladt The Yardbirds for at spille blues, og han gjorde blues-indflydelsen tydelig hos The Bluesbreakers
Gruppen opnåede i 1966 gode hitlisteplaceringer med sit album Bluesbreakers. Clapton forlod senere samme år gruppen sammen med Jack Bruce for at danne Cream. Clapton blev erstattet af Peter Green, som i 1967 forlod gruppen for at danne Fleetwood Mac. Green blev erstattet af Mick Taylor, som blev i gruppen frem til 1969 hvor han blev medlem af Rolling Stones.
Siden slutningen af 1960'erne har The Bluesbreakers udsendt en lang række albums og har turneret over det meste af verden, uden dog at opnå den anerkendelse og popularitet de havde i 1960'erne. I 1982 samlede John Mayall nogle af de "gamle" Bluesbreakers (Mick Taylor, John McVie og Colin Allen) til en turné. Lydoptagelse herfra er at finde på albummet "1982 Reunion Concert". Kort efter engagerede han Walter Trout og Coco Montoya og fik dermed for første gang samtidig 2 lead – guitarister af høj klasse. Bandet gæstede bl.a. Midtfyns Festival 1986, en begivenhed som blev optaget af Danmarks Radio. I 2003 fejrede John Mayall sin 70th Birthday Concert med en række af gruppens tidligere medlemmer. I 2006 er gruppen stadig aktiv efter at have eksisteret i mere end 40 år.

## Diskografi
- 1966: John Mayall Plays John Mayall
- 1966: Blues Breakers with Eric Clapton
- 1967: A Hard Road
- 1967: Bluesbreakers with Paul Butterfield
- 1967: Crusade
- 1967: Blues Alone
- 1968: Diary of a Band Volume 1
- 1968: Diary of a Band Volume 2
- 1968: Bare Wires
- 1968: Blues from Laurel Canyon
- 1969: Looking Back
- 1969: Thru The Years
- 1969: Primal Solos
- 1969: The Turning Point
- 1970: Empty Rooms
- 1970: USA Union
- 1971: Back to the Roots
- 1971: Memories
- 1972: Jazz Blues Fusion
- 1973: Moving On
- 1973: Ten Years Are Gone
- 1974: The Latest Edition
- 1975: New Year, New Band, New Company
- 1975: Notice to Appear
- 1976: Banquet in Blues
- 1977: Lots of People
- 1977: A Hard Core Package
- 1978: Last of the British Blues
- 1979: The Bottom Line
- 1980: No More Interviews
- 1982: Road Show Blues
- 1982: Return of the Bluesbreakers
- 1985: Behind the Iron Curtain
- 1987: Chicago Line
- 1988: The Power of the Blues
- 1988: Archives to Eighties
- 1990: A Sense of Place
- 1992: 1982 Reunion Concert
- 1992: Cross Country Blues
- 1993: Wake Up Call
- 1995: Spinning Coin
- 1997: Blues for the Lost Days
- 1999: Padlock on the Blues
- 1999: Rock the Blues Tonight
- 1999: Live at the Marquee 1969
- 1999: The Masters
- 2001: Along For The Ride
- 2002: STORIES
- 2003: Rolling With The Blues
- 2004: The Turning Point Soundtrack
- 2005: Road Dogs

Derudover fire albums, som kun er udgivet via John Mayalls website:
- 2000: Time Capsule
- 2001: UK Tour 2K
- 2001: Boogie Woogie Man
- 2003: No Days Off

## DVD'er
- 1982: Jammin' With the Blues Greats
- 2003: 70th Birthday Concert CD & DVD (med Eric Clapton)
- 2004: The Godfather of British Blues/Turning Point DVD

Kun fra Mayalls website:
- 2004: Cookin' Down Under DVD